# Artur de Sousa Lemos
Artur de Sousa Lemos (Vila do Riachão, 1 de abril de 1871 — Rio de Janeiro, 5 de janeiro de 1945) foi um político brasileiro, professor, advogado, jornalista, senador pelo Pará durante a República Velha (ou Primeira República).
Filho de Manuel Caetano de Lemos e Perpétua de Sales Lemos. Sobrinho e genro de Antônio Lemos, foi casado primeiramente com sua prima, Maria Guajarina de Lemos, tendo seis filhos, e após viúvo, casou-se com Cecy Bezerra de Miranda e Lemos, onde teve mais cinco filhos (Augusto Celso, Fernando, Gabriel, Consuelo Dulce e Paulo). Foi lançado por seu tio na política do estado durante o período lemista, era áurea do ciclo da borracha. Formou-se em Direito pela Faculdade de Direito do Recife. Foi promotor público em Riachão e procurador fiscal do tesouro.
Foi deputado estadual de 1897 a 1898 e deputado federal (primeiro período) por três mandatos: 1898/1901, 1902/1905 e 1905/1908. Foi também senador de 1909 a 1917
Em 1912, Antônio Lemos sai do cenário da política paraense, mas mesmo assim, prosseguiu exercendo funções políticas
Ficou fora da política de 1917 a 1921.
Em 1921 iniciou seu segundo período como deputado federal pelo Pará, novamente por três mandatos: 1921/1924, 1924/1927 e 1927/1930.
A Revolução de 1930 fechou o Congresso Nacional e assim Artur de Sousa Lemos encerrou sua carreira política, havendo conquistado oito mandatos e exercido 31 anos de parlamento, além de ter representado a família Lemos por mais dezoito anos após a saída dessa do poder no Pará.